# Nina Boledovičová
Nina Boledovičová (* 16. Mai 2004 in Bratislava) ist eine slowakische Volleyballspielerin.

## Leben
Nina Boledovičová kam in der slowakischen Hauptstadt Bratislava zur Welt und legte dort am Gymnázium Jura Hronca ihr Abitur ab. Seit 2023 studiert sie am Florida SouthWestern State College, um ein Associate Degree zu erlangen. Nach zwei Jahren wechselte sie an die Virginia Commonwealth University.

## Karriere

### Vereinskarriere
Nina Boledovičová wurde zur Saison 2019/20 Teil des Nachwuchsprojektes Projekt RD SVF und spielte mit ihrer Mannschaft in der Extraliga, der höchsten slowakischen Liga im Frauen-Volleyball. Nachdem sie die darauffolgende Saison erneut Teil von Projekt RD SVF war, schloss sie sich zum Jahreswechsel den Verein VTC Pezinok an und beendete dort die Saison. Mit ihrer neuen Mannschaft konnte sie das Playoff-Finale der Extraliga erreichen, wo man sich den Rekordmeister VK Slávia Bratislava geschlagen geben musste. Nachdem sich der Verein aus Pezinok zur Saison 2021/22 aus der Extraliga zurückgezogen hatte, wechselte Nina Boledovičová in ihre Heimatstadt zum VKP Bratislava und konnte mit diesem Team in der Saison 2022/23 zum zweiten Mal in ihrer Karriere das Playoff-Finale der Extraliga erreichen. Dort musste sie sich mit ihrem Team erneut den VK Slávia Bratislava geschlagen geben.
Nach der Saison verließ Nina Boledovičová die Slowakei und ging zum Studieren in die USA. Für die Volleyball-Mannschaft ihres Colleges spielt sie seitdem in der NJCAA und konnte sowohl 2023 als auch 2024 mit ihrer Mannschaft den Titel in der höchsten Division der NJCAA gewinnen. In Folge ihres Wechsels an die Virginia Commonwealth University wird sie mit den VCU Rams nun in der NCAA Division I spielen.

### Nationalmannschaftskarriere
Nachdem sie die Slowakei bereits im Juniorinnen-Bereich vertreten hatte, debütierte Nina Boledovičová am 1. Juni 2022 beim Spiel gegen Tschechien im Rahmen der European Golden League für die slowakische Nationalmannschaft und absolvierte seitdem sechs Spiele (Stand: 2024) für ihr Land.